# Ansel Adams
Pour les articles homonymes, voir Adams.
Ansel Easton Adams (20 février 1902, San Francisco - 22 avril 1984, Monterey) est un photographe et écologiste américain, connu pour ses photographies en noir et blanc de l'Ouest américain, notamment dans la Sierra Nevada, et plus particulièrement du parc national de Yosemite. Une de ses plus célèbres photographies s'intitule Moonrise, Hernandez, Nouveau-Mexique.
En collaboration avec Fred R. Archer (en), Adams développa le zone system, procédé qui permet de déterminer l'exposition correcte ainsi que l'ajustement du contraste sur le tirage final. La profondeur et la clarté qui en résultent sont la marque de fabrique des photographies d'Ansel Adams et de ceux à qui il a enseigné la technique. Dans un premier temps, Adams utilisera des appareils photographiques grand format (plus que 4 × 5 pouces), qui malgré leur taille, leur poids, le temps de mise en place et le prix des films sont un bon moyen, de par leur résolution élevée, de s'assurer du piqué de l'image.
Adams fonda le Groupe f/64 avec ses amis photographes Edward Weston et Imogen Cunningham, qui à leur tour, mettront en place le département de la photographie au sein du Museum of Modern Art. Les photographies intemporelles et visuellement saisissantes d'Ansel Adams sont de nos jours encore reproduites sur une grande variété de supports : calendriers, posters, livres, faisant de ses clichés des images célèbres et reconnaissables.
Une réserve de nature sauvage porte désormais son nom, au sud du parc national de Yosemite, en Californie, l'Ansel Adams Wilderness.

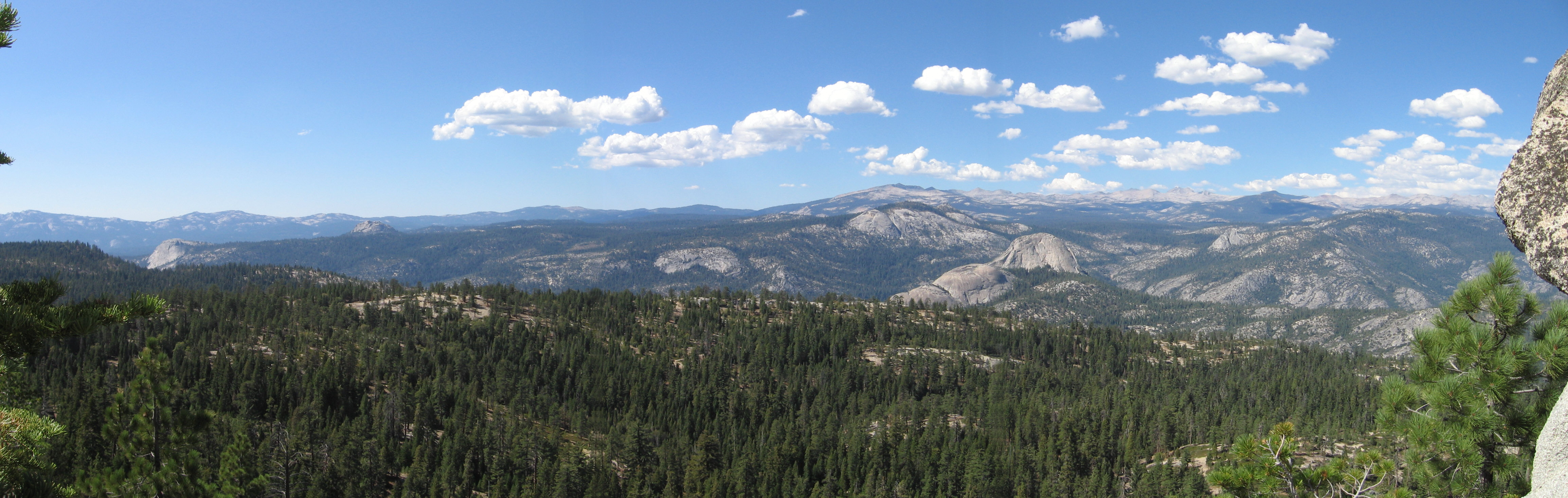
Vue de la nature sauvage d'Ansel Adams depuis la forêt nationale de Sierra.

## Biographie
Adams naît dans une famille bourgeoise de San Francisco. Il est le fils unique de Charles et Olive Adams. Son grand-père avait fondé une entreprise de bois de construction prospère, dont son père hérita bien qu'il fût plus doué pour les sciences que le commerce. Sa famille maternelle est originaire de Baltimore, et son grand-père maternel avait une entreprise de fret mais dilapida sa fortune en se lançant dans des spéculations minières et foncières au Nevada.
Ansel est un enfant hyperactif qui tombe souvent malade. À la mort de son grand-père, l'entreprise familiale est durement touchée par la crise bancaire de 1907 et, en 1912, le train de vie de la famille se réduit considérablement. Ansel Adams n'aime pas l'école et son père décide de lui faire arrêter ses études en 1915, à l'âge de douze ans. Adams reçoit des cours particuliers, notamment de sa tante Marie et de son père. Il reprend ensuite le chemin de l'école jusqu'en troisième.
Il s'oriente alors vers la musique, mais tout change lorsqu'en 1916, équipé d'un no 1 Box Kodak Brownie, Ansel Adams se lance dans la photographie dans la vallée de Yosemite.
Peu après son décès, le California Wilderness Act (en) fait plus que doubler la réserve de nature sauvage des Minarets, avec quelque 93 000 ha, et la rebaptise à son nom. L'aire protégée englobe deux forêts nationales, et relie le parc national de Yosemite à la John Muir Wilderness,.
Le 27 juillet 2010, une série de soixante-cinq plaques photographiques sont attribuées à Ansel Adams et estimées à plus de 200 millions de dollars américains, alors qu'elles avaient été achetées dix ans auparavant dans une brocante en Californie pour 45 dollars.

## Photographies célèbres
On lui doit, entre autres, des photographies de paysages.
- Pueblo de Taos, 1930 ;
- La "terrasse de Jupiter", Yellowstone, Wyoming, 1933 ;
- Barrage Hoover, entre Arizona et Nevada, 1941 ;
- Moonrise, Hernandez, Nouveau-Mexique, 1941 ;
- Pueblo de Taos, Nouveau Mexique, 1941 ;
- Parc national de Glacier, Montana, 1942 ;
- Grand Canyon, Arizona, 1942 ;
- Parc national de Grand Teton, Wyoming, 1942 ;
- Camp d'internement des Nippo-Américains, Californie, 1943 ;
- Sierra Nevada, 1948 ;
- This Is the American Earth, 1960[7] ;
- Yosemite and the Range of Light, 1979[8].

## Galerie

Œuvres d'Ansel Adams
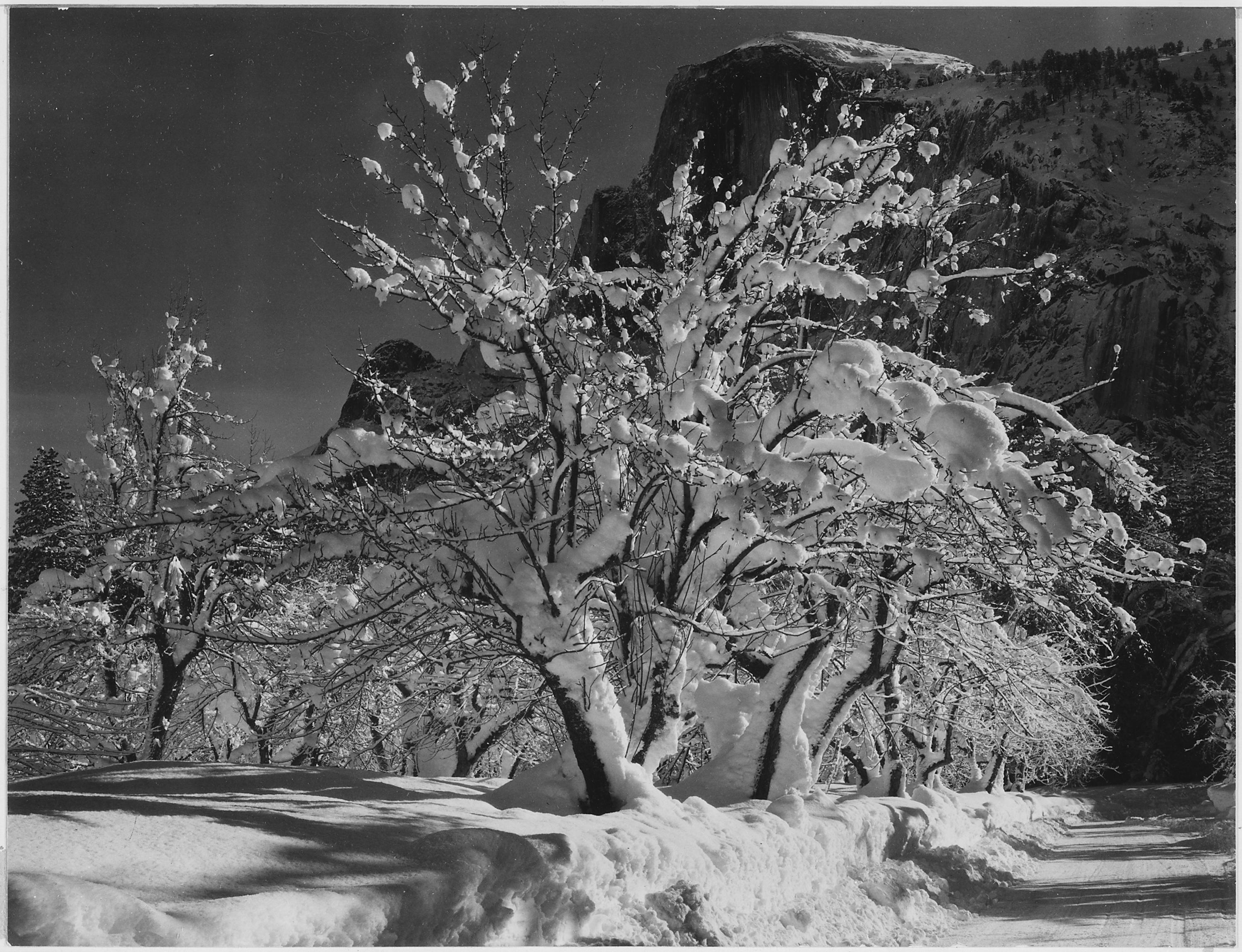
Arbres avec de la neige sur les branches, Half Dome, Apple Orchard, Yosemite, Californie, 1933.
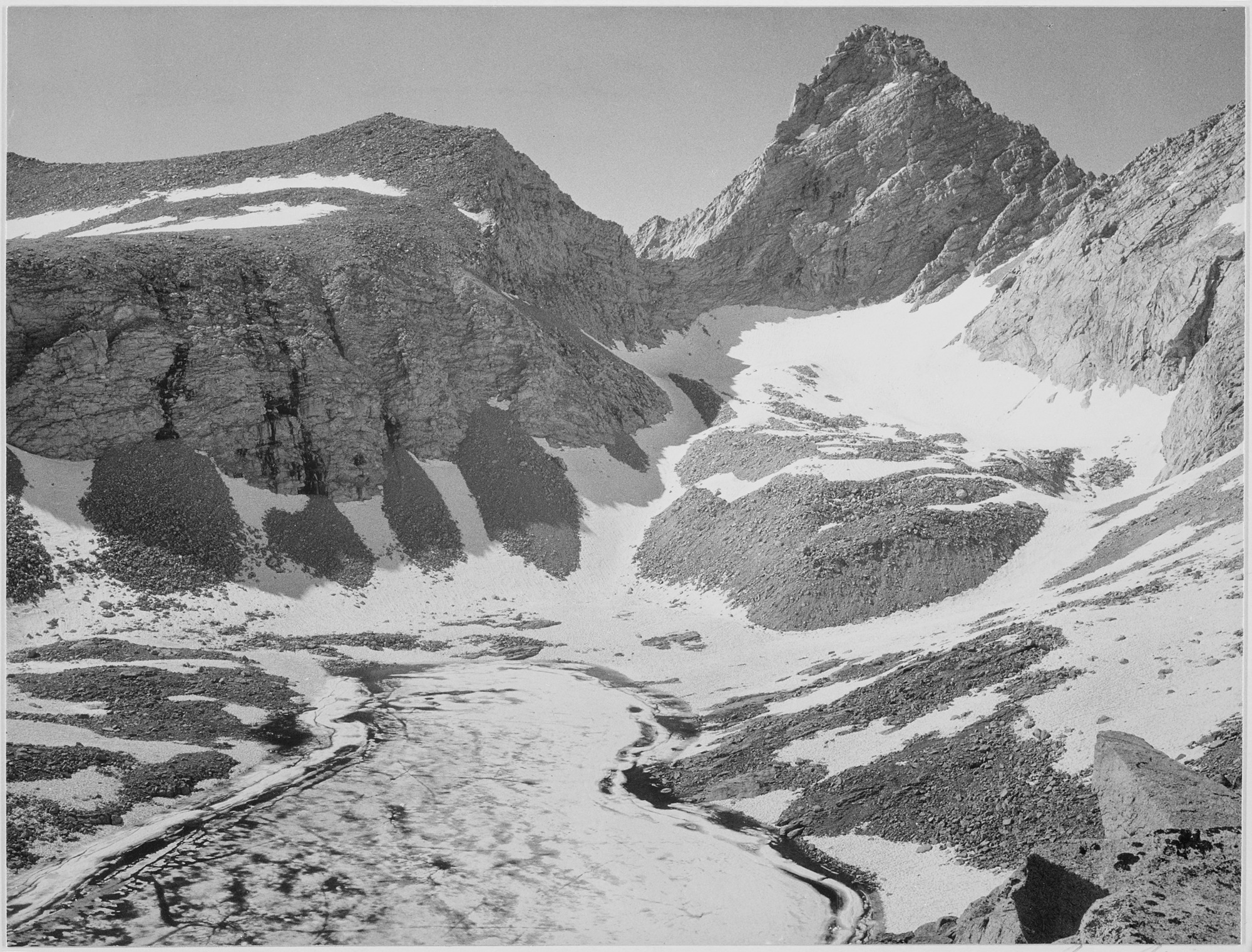
Junction Peak, Kings River Canyon (proposé comme parc national), Californie, 1936.
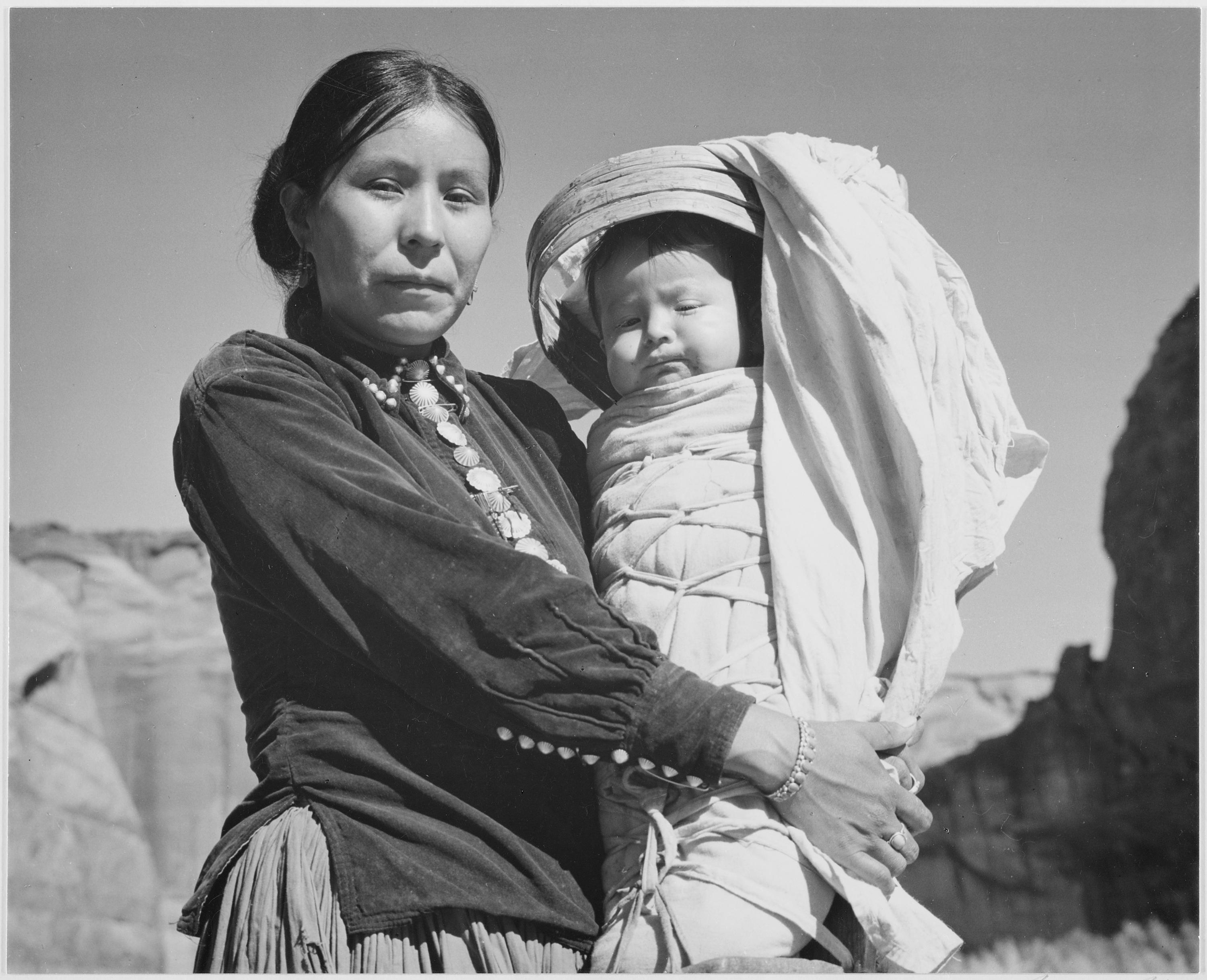
Femme et bébé Diné, Monument national du Canyon de Chelly, Arizona, 1941.
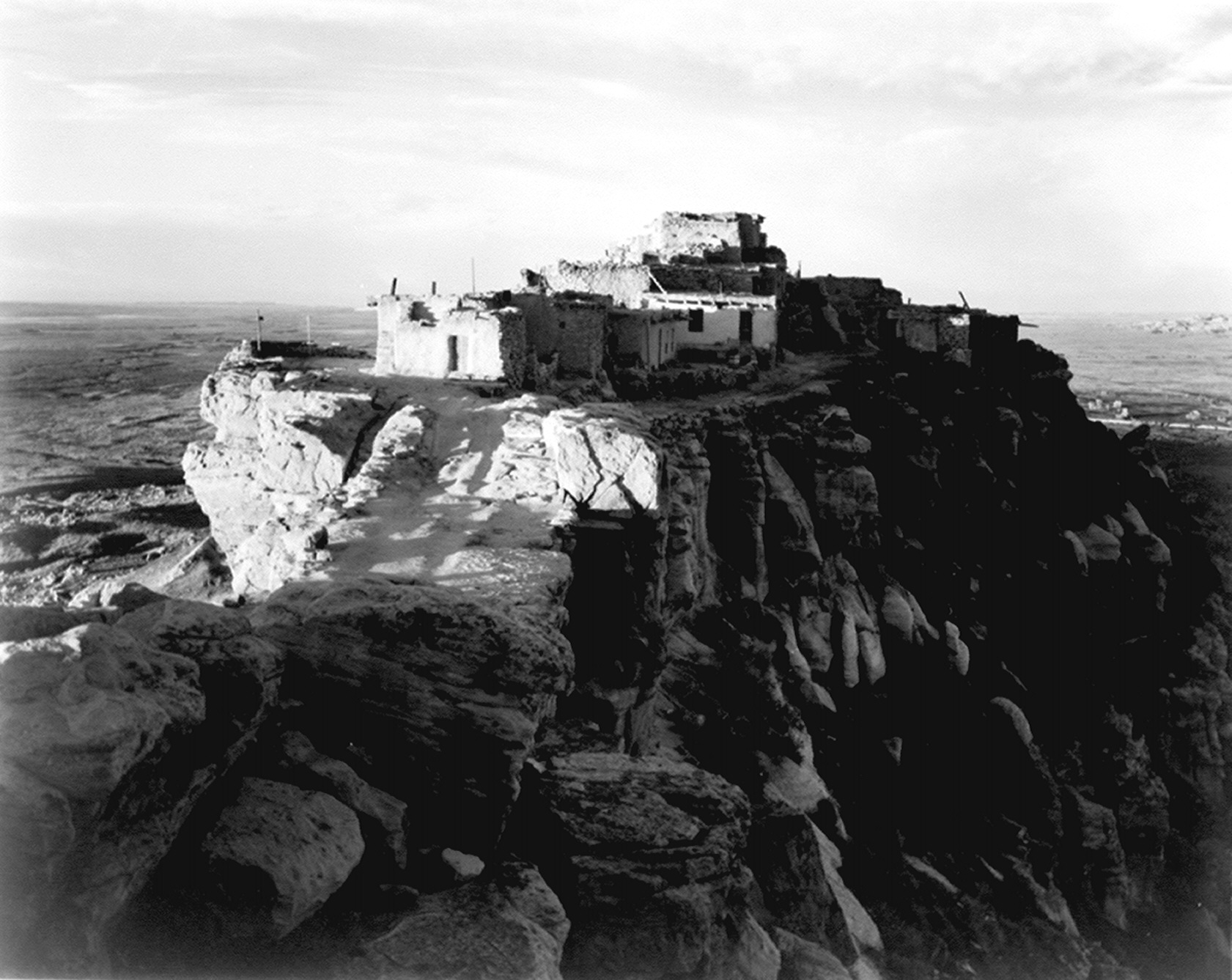
Village Hopi de Walpi, nord-est de l'Arizona, 1941.
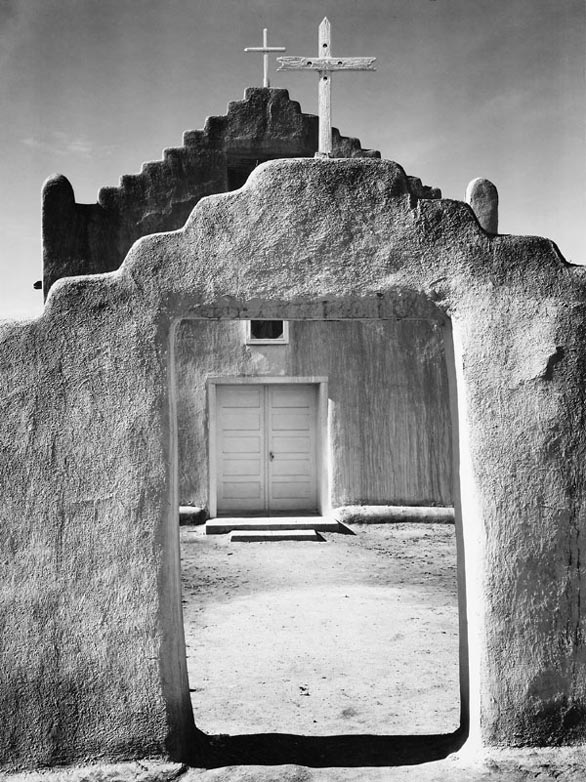
Church, Taos Pueblo, 1942.
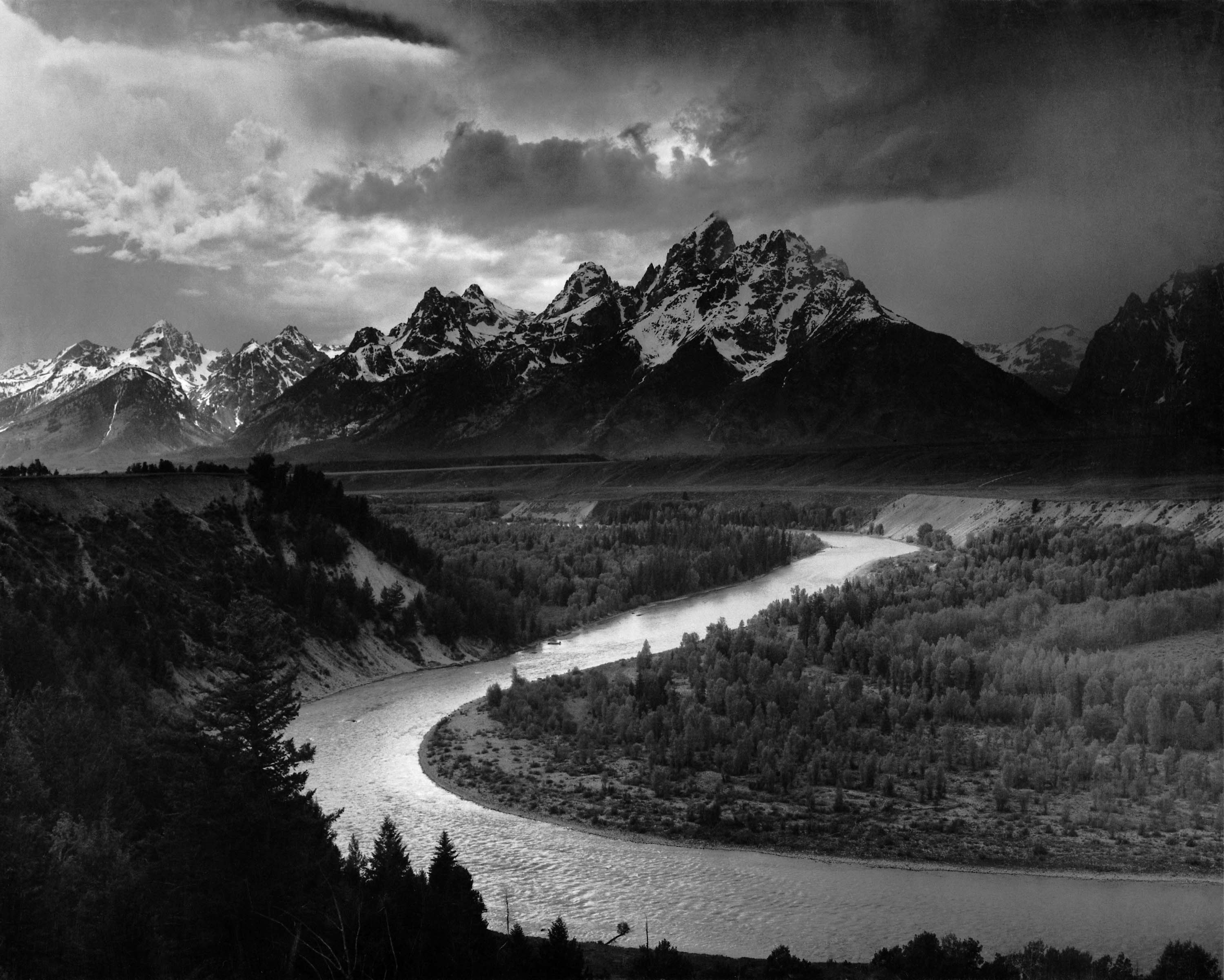
The Tetons and the Snake River (en), 1942.
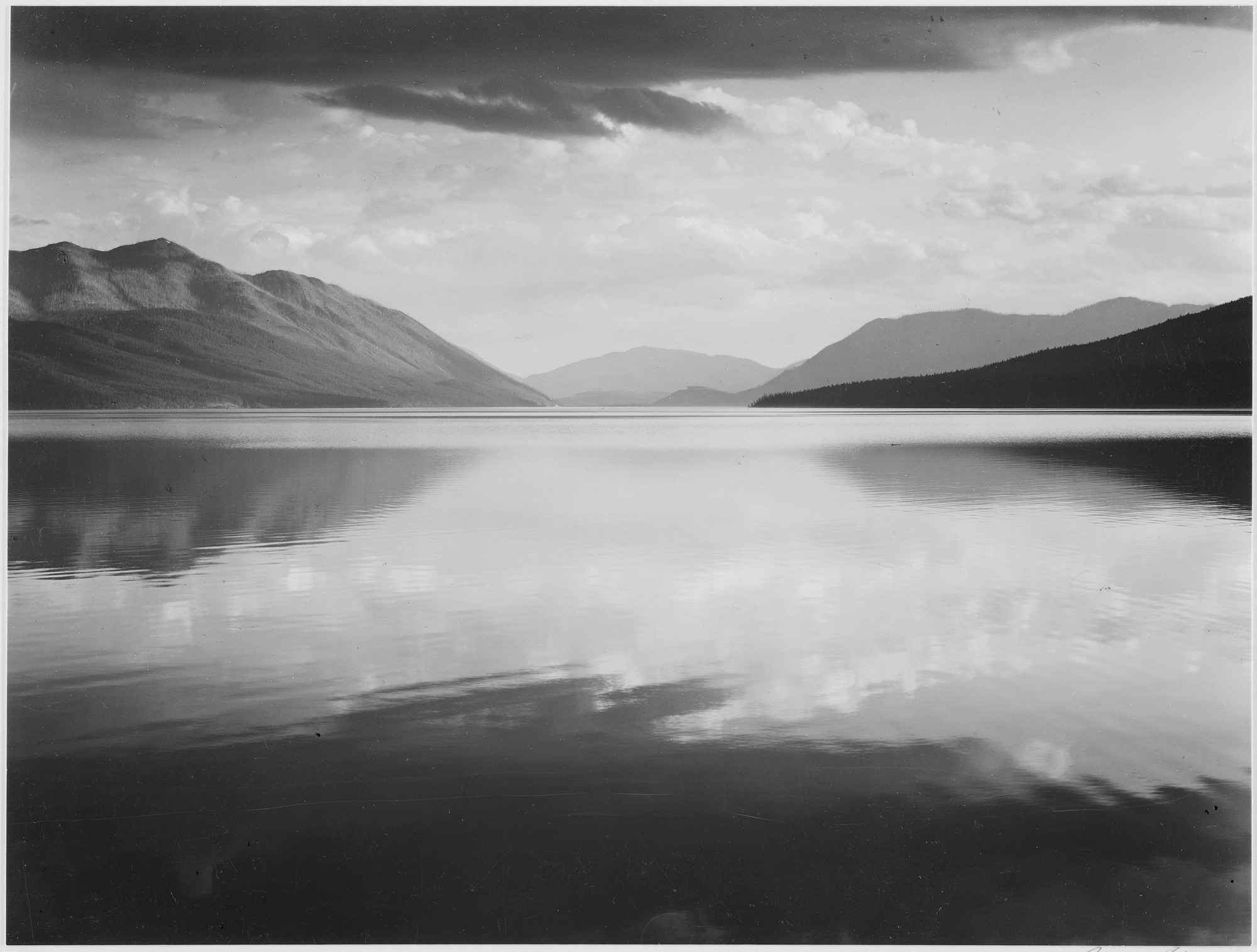
Evening, McDonald Lake, Glacier National Park, 1942.
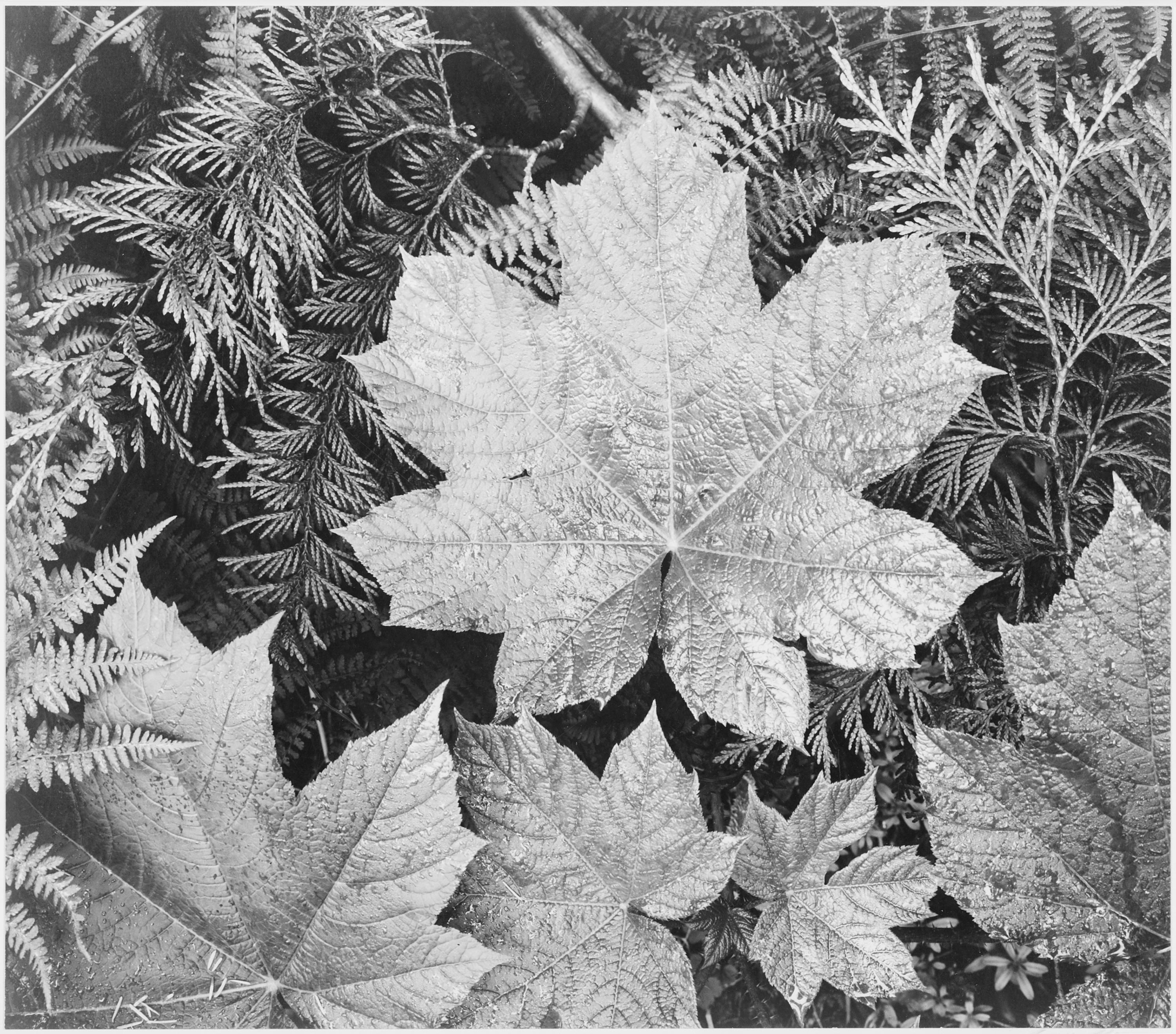
In Glacier National Park, 1942.
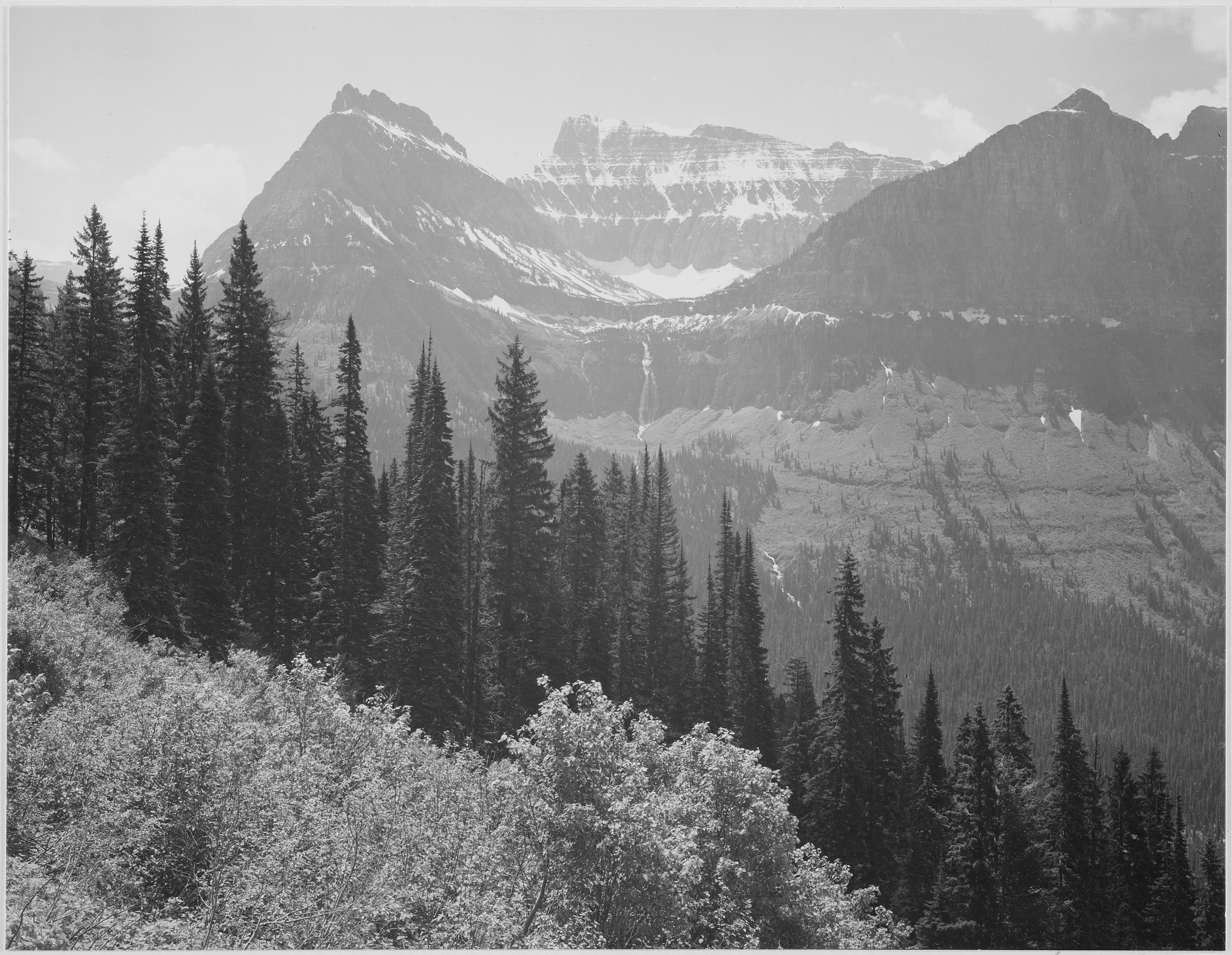
Arbres et buissons au premier plan, montagnes en arrière-plan, dans le Parc national de Glacier, Montana, 1942.

## Expositions
- 1974 : invité d'honneur du festival des Rencontres d'Arles (France)[9]. Une soirée de projection et une exposition lui sont consacrées ;
- 1976 : projection de 60 ans de photographie par Ansel Adams, théâtre antique, festival des Rencontres d'Arles, France ;
- 1982 : projection d’Ansel Adams a 80 ans au théâtre antique, festival des Rencontres d'Arles, France ;
- 1985 : Est-Ouest américain, les disciples d'Ansel Adams : King Dexter, John Sexton, Ted Orland, Chris Rainier, Allan Ross, exposition en son honneur au festival des Rencontres d'Arles, France ;
- 2014 : exposition de son travail sur le parc de Yosemite lors du festival peuple et nature de La Gacilly, Morbihan, France[10].
- 2023 ː Ansel Adams à notre époque. Une exposition au De Young Museum, San Francisco, Californie, du 8 avril au 6 août 2023[11].

## Récompenses
Ansel Adams reçut de nombreux prix aussi bien durant sa vie qu'à titre posthume. Des récompenses portent aujourd'hui son nom. En voici une liste non exhaustive :
- Guggenheim Fellowship en 1946 ;
- Doctor of Arts, université Harvard ;
- Doctor of Arts, université Yale ;
- Conservation Service Award, département de l'Intérieur en 1968 ;
- médaille présidentielle de la Liberté en 1980 ;
- Mount Ansel Adams en 1985 ;
- Ansel Adams Wilderness en 1985 ;
- prix Ansel-Adams, Sierra Club ;
- Sierra Club John Muir Award (en) en 1963 ;
- Ansel Adams Award for Conservation, the Wilderness Society (en) ;
- le 5 décembre 2007, le gouverneur de Californie Arnold Schwarzenegger introduisit Ansel Adams au California Hall of Fame, situé au California Museum for History, Women and the Arts[12].

### Source
- (en) Cet article est partiellement ou en totalité issu de l’article de Wikipédia en anglais intitulé « Ansel Adams » (voir la liste des auteurs).